# Пшено

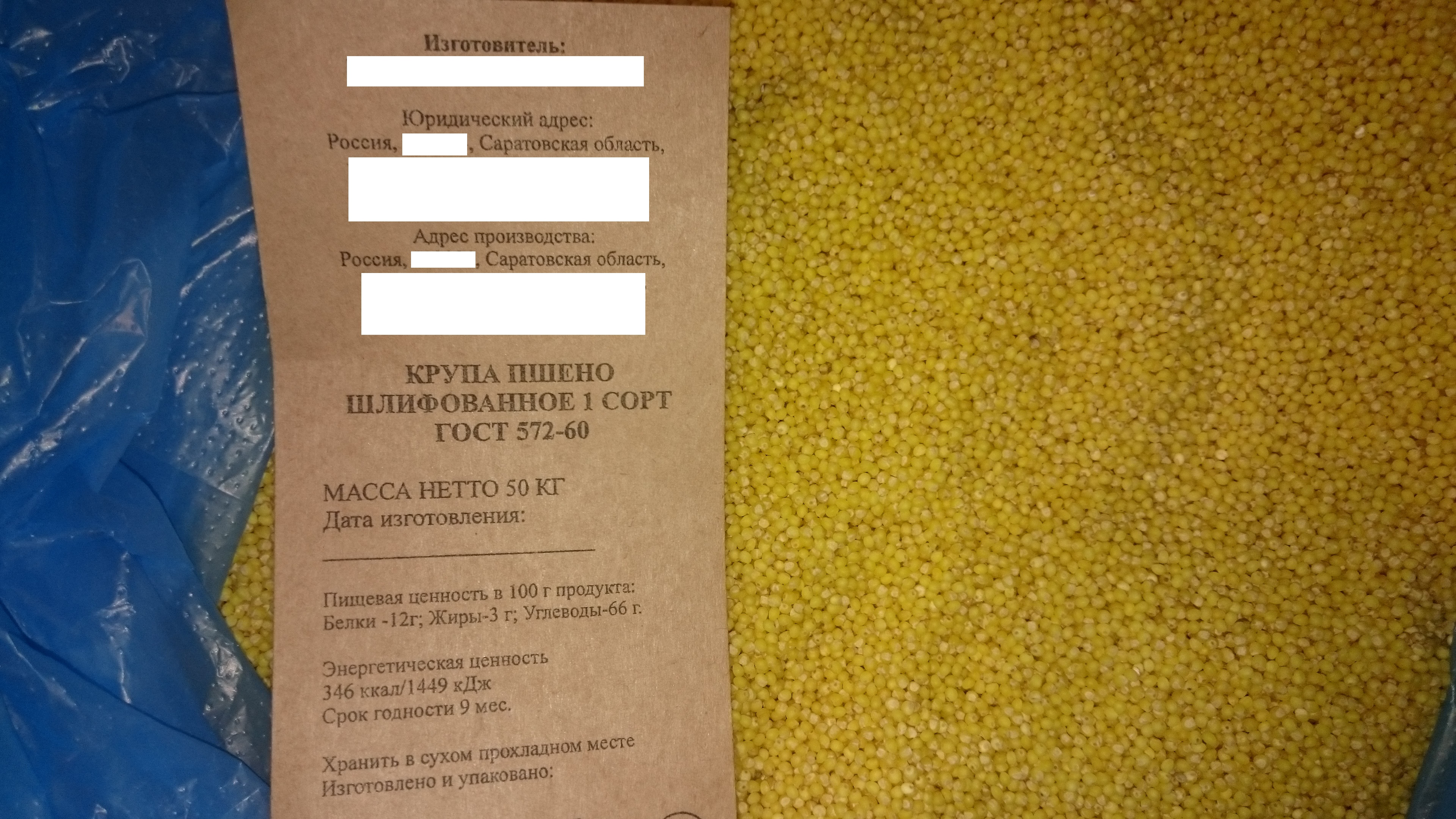
Пшено в мешке

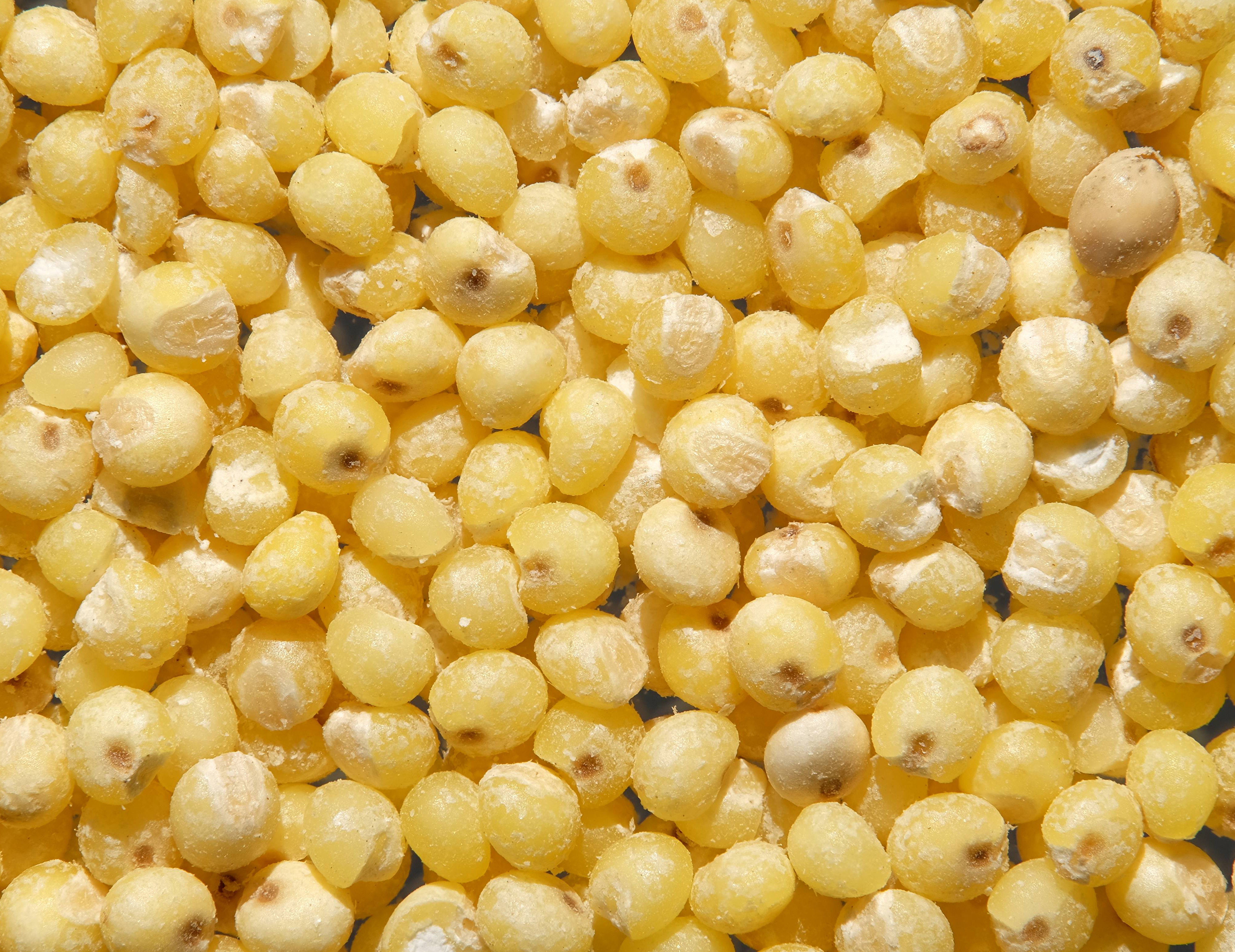
Пшено крупным планом

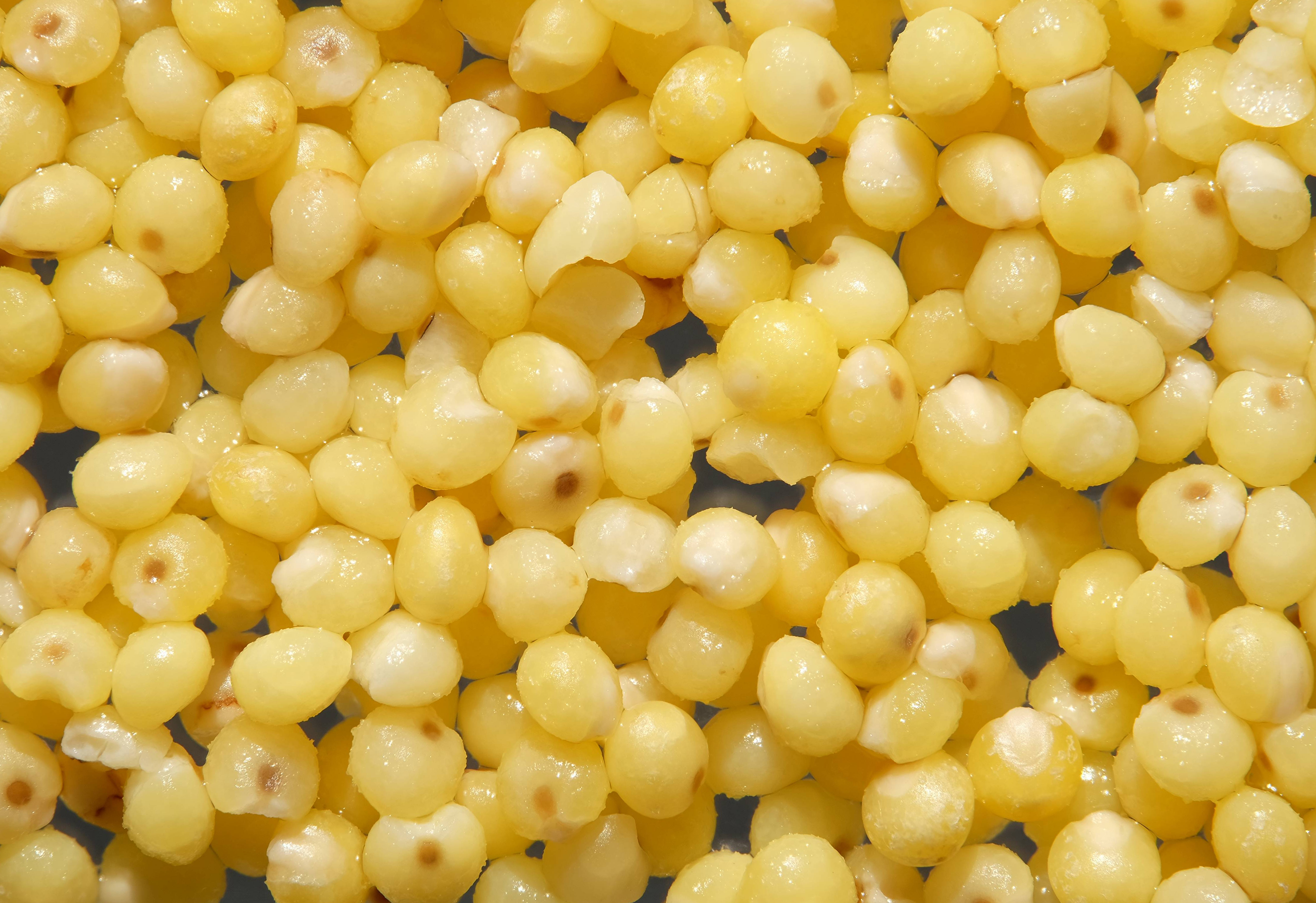
Промытое пшено крупным планом

Пшено́ — крупа, получаемая из плодов культурных видов проса (Panicum), освобождённых от колосковых чешуек посредством обдирки.
В настоящее время производится только шлифованное пшено, представляющее собой ядро проса, освобождённое от плодовой и семенной оболочек, цветковых плёнок, зародыша и частично алейронового слоя. Цвет пшена варьируется от светло-жёлтого до ярко-жёлтого.

## Питательные свойства
В результате обдирки зерно сохраняет лишь ядро; все оболочки и зародыш удаляются в процессе шлифования. Из-за этого пшено обладает несколько менее богатым химическим составом, поскольку значительная часть соединений и веществ содержится в зерновых оболочках.
Содержание белка в пшене довольно высокое и приравнивается содержанию белка в пшенице — около 11 % по весу. Однако, белковые вещества в пшене не обладают высокой биологической ценностью из-за недостаточного количества триптофана, лизина, метионина.
Средний состав по данным Кёнига:
|                      | Неочищ. зерно | Пшено |
| -------------------- | ------------- | ----- |
| Вода                 | 10,66         | 10,97 |
| Азотистые соединения | 9,29          | 10,82 |
| Жир                  | 3,50          | 5,46  |
| Сахар                | 1,33          | 1,19  |
| Декстрин             | 3,51          | 7,16  |
| Крахмал              | 61,09         | 59,40 |
| Клетчатка            | 7,29          | 2,64  |
| Зола                 | 2,35          | 2,36  |

Пшено содержит необходимые организму макро- и микроэлементы: железо, фтор, магний, марганец, кремний, медь, кальций, калий и цинк. В золе примечательно малое присутствие калия и большее кремния.
Пшено также богато витаминами, особенно B1, B2, B5 и PP.
Липидов в пшене относительно много, они отличаются высоким содержанием ненасыщенных жирных кислот (до 90 %), особенно олеиновой и линолевой. Наличие последних снижает срок хранения крупы, так как она быстро прогоркает.
Более высокой потребительской ценностью обладает пшено с ярко-жёлтым ядром, цвет которого обусловлен высоким содержанием каротиноидов.

## Производство
Просо, используемое при производстве пшена, делят на 4 типа. Наиболее ценными считаются сорта, зёрна которых покрыты белыми или кремовыми плёнками, а также отдельные сорта с цветковыми плёнками красного цвета. Содержание пленок не должно превышать 20 %.
Консистенция ядра также является важным технологическим признаком. Сорта проса со стекловидным ядром характеризуются высокой прочностью, гораздо меньше дробятся при шелушении и шлифовании. Наилучшими технологическими свойствами обладают сорта проса с крупным и выровненным зерном, округлой формы. При переработке предпочтение отдаётся просу с влажностью 13,5—14,5,%. При влажности ниже 13 %, выход крупы может быть ниже из-за дробимости ядра.

## Применение
Пшено на муку почти не перерабатывается, а используется, главным образом, в виде крупы для приготовления рассыпчатых каш, запеканок, пудингов, кулешей, фаршей. При варке пшено увеличивается в объёме примерно от 4 до 6—7 раз, а каша характеризуется хорошим вкусом и цветом, консистенцией, а также высокой усвояемостью. Согласно энциклопедическому словарю Брокгауза и Ефрона, «представляет собой питательную и здоровую пищу, которая, подобно хлебу, не наскучит даже при ежедневном употреблении».
Из пшена также делают хлопья.
Сухое шлифованное пшено широко используется на птицефабриках при 12-часовой транспортировке цыплят-бройлеров из инкубатора, а также в первые часы их выращивания как добавка к полнорационному гранулированному комбикорму.

## Сорта
В зависимости от показателей качества пшено делят на высший, первый, второй и третий сорта. Содержание доброкачественного ядра в пшене высшего сорта — не менее 99,2 %; 1-го — 98,7 %; 2-го — 98 %.